# 21 août en sport
21 juillet 21 septembre
Chronologies thématiques
- Croisades
- Ferroviaires
- Disney

Le 21 août (233e jour de l'année ou 234e en cas d'année bissextile) en sport.

## Événements

### XIXesiècle
- 1826 :
  - (Cricket) : fondation du premier club de cricket australien par des militaires.
- 1852 :
  - (Boxe) : John Morrissey bat George Thompson dans le 11e tour à Mare Island, péninsule de Californie[1].
- 1883 :
  - (Tennis) : début de la 3e édition du Championnat national de tennis des États-Unis, l'ancêtre de l'US Open.
- 1898 :
  - (Sport automobile) : course automobile entre Bordeaux et Biarritz. Loysel s’impose sur une Bollée.
- 1892 :
  - (Football) : à Glasgow, inauguration du stade de Celtic Park, antre du Celtic FC.

### XXesièclede1901à1950
- 1909 :
  - (Athlétisme) : à San Francisco, l'Américain Ralph Rose porte le record du monde du lancer du poids à 15,54 m. Cette marque tiendra 19 ans.
- 1938 :
  - (Sport automobile) : Grand Prix automobile de Suisse.

### XXesièclede1951à2000
- 1983 :
  - (Natation) : à Caracas, Rick Carey porte le record du monde du 100 m dos à 55 s 19.
  - (Athlétisme) : Ulrike Meyfarth porte le record du monde du saut en hauteur à 2,03 m.

### XXIesiècle
- 2003 :
  - (Voile) : Armel Le Cléac'h remporte la Solitaire du Figaro.
- 2004 :
  - (Natation) : à Athènes, le relais américain porte le record du monde du 4 × 100 mètres quatre nages à 3 min 30 s 68.
  - (Natation) : à Athènes, le relais américain porte le record du monde féminin du 4 × 100 mètres quatre nages à 3 min 57 s 32.
  - (Rugby à XV) : le XV d'Afrique du Sud remporte le Tri-nations.
- 2005 :
  - (Sport automobile) : inauguration du Circuit d'Istanbul Park, nouveau circuit de course automobile conçu par Hermann Tilke, situé près d'Istanbul en Turquie, destiné à accueillir le Grand Prix de Turquie de Formule 1.
- 2006 :
  - (Équitation) : à Aix-la-Chapelle, l'équipe de France d'endurance remporte les Jeux équestres mondiaux et conserve son titre de championne du monde.
- 2016 :
  - (Cyclisme sur route /Tour d'Espagne) : sur la 2e étape du Tour d'Espagne 2016, victoire du belge Gianni Meersman et le Polonais Michał Kwiatkowski devient leader.
  - (Jeux olympiques de Rio 2016) : 19e et dernier jour de compétition aux Jeux de Rio puis la Cérémonie de clôture.
- 2017 :
  - (Badminton /Championnats du monde) : début de la 23e édition des championnats du monde de badminton qui se déroulent à Glasgow en Écosse jusqu'au 27 août 2017.
  - (Cyclisme sur route /Tour d'Espagne) : sur la 3e étape du Tour d'Espagne 2017 qui relie Prades et Andorre-la-Vieille, sur une distance de 158,5 kilomètres, victoire de l'Italien Vincenzo Nibali. Le Britannique Christopher Froome s'empare du maillot rouge.
  - (Lutte /Championnats du monde) : début de la 67e édition des championnats du monde de lutte qui se déroulent à Paris en France jusqu'au 26 août 2017. Sur la 1re journée, chez les hommes en gréco-romaine, victoire en -71 kg de l'Allemand Frank Stäbler, victoire en -75 kg du Serbe Viktor Nemeš, victoire en -85 kg du Turc Metehan Başar et victoire en -98 kg de l'Arménien Artur Aleksanyan.
- 2020 :
  - (Football) 
    - (Ligue 1) : début de la 83e édition du championnat de France de football qui s’achèvera en mai 2021. Les équipes promues de deuxième division sont le FC Lorient et le RC Lens. Les deux relégués de la saison 2019-2020 sont le Amiens SC et le Toulouse FC.
    - (Ligue Europa) : le Séville FC remporte la Ligue Europa pour la 6e fois en battant l'Inter de Milan 3 - 2[2].
- 2021 :
  - (Compétition automobile /Endurance) : départ de la 89e édition des 24 Heures sur le Circuit de la Sarthe avec 62 engagés[3].
  - (Cyclisme sur route /Tour d'Espagne) : sur la 8e étape du Tour d'Espagne qui se déroule entre Santa Pola et La Manga del Mar Menor, sur une distance de 173,7 km, victoire du Néerlandais Fabio Jakobsen. Le Slovène Primož Roglič conserve le maillot rouge.
- 2024 :
  - (Cyclisme sur route /Tour d'Espagne) : sur la 5e étape du Tour d'Espagne qui se déroule  entre Fuente del Maestre en Estrémadure et Séville en Andalousie, sur une distance de 170 km, victoire au sprint du Tchèque Pavel Bittner au sprint. Le Slovène Primož Roglič conserve maillot rouge.

## Naissances

### XIXesiècle
- 1853 :
  - Émile Mayade, pilote de courses automobile français. († 18 septembre 1898).
- 1861 :
  - Frédéric de Civry, cycliste sur route et sur piste français. († 15 mars 1893).
- 1884 :
  - Chandler Egan, golfeur américain. Champion olympique par équipes et médaillé d'argent en individuel aux Jeux de Saint-Louis. († 5 avril 1936).
- 1885 :
  - Édouard Fabre, athlète de fond canadien. († 1er juillet 1939).

### XXesièclede1901à1950
- 1908 :
  - Guillermo Arellano, footballeur chilien. (1 sélection en équipe nationale). († 16 février 1999).
- 1912 :
  - Toe Blake, hockeyeur sur glace puis entraîneur canadien. († 17 mai 1995).
- 1913 :
  - Karl Storch, athlète de lancers allemand. médaillé d'argent du marteau aux Jeux d'Helsinki 1952. († 16 août 1992).
- 1918 :
  - Billy Reay, hockeyeur sur glace canadien. († 23 septembre 2004).
- 1928 :
  - Chris Brasher, athlète de steeple britannique. Champion olympique du 3 000 m steeple aux Jeux de Melbourne 1956. († 28 février 2003).
- 1934 :
  - Simon Phillips, pilote de courses automobile britannique. († 16 octobre 2013).
- 1935 :
  - Jorgen Ulrich, joueur de tennis danois. († 22 juillet 2010).
- 1936 :
  - Wilt Chamberlain, basketteur américain. († 12 octobre 1999).
- 1938 :
  - Mike Weston, joueur de rugby à XV anglais. Vainqueur du Tournoi des cinq nations 1963. (29 sélections en équipe nationale). († 24 décembre 2023).
- 1945 :
  - Willie Lanier, joueur de foot U.S. américain.
- 1949 :
  - David Mercer, pilote de courses automobile d'endurance britannique.

### XXesièclede1951à2000
- 1951 :
  - Henri Ferrero, joueur de rugby à XV puis entraîneur français.
- 1952 :
  - Nabatingue Toko, footballeur tchadien. (35 sélections en équipe nationale).
- 1953 :
  - Gérard Janvion, footballeur puis entraîneur français. (40 sélections en équipe de France).
- 1954 :
  - Didier Six, footballeur puis entraîneur français. Champion d'Europe de football 1984. (52 sélections en équipe de France). Sélectionneur de l'Équipe du Togo de 2011 à 2013, de l'équipe de Maurice en 2015 puis de la Guinée de 2019 à 2021.
- 1957 :
  - Frank Pastore, joueur de baseball américain. († 17 décembre 2012).
  - Bernard Zénier, footballeur français. (5 sélections en équipe de France).
- 1958 :
  - Matthew Dryke, tireur américain. Champion olympique du skeet aux Jeux de Los Angeles 1984.
  - Petr Rada, footballeur puis entraîneur tchécoslovaque et ensuite tchèque. (11 sélections avec l'équipe de Tchécoslovaquie). Sélectionneur de l'équipe de Tchéquie de 2008 à 2009.
- 1959 :
  - Regina Sackl, skieuse autrichienne.
- 1963 :
  - Michael Krieter, handballeur allemand. Vainqueur de la Coupe de l'EHF 1998. (95 sélections en équipe nationale).
- 1965 :
  - Jim Bullinger, joueur de baseball américain.
- 1966 :
  - Daniel Steiger, cycliste sur route suisse.
  - John Wetteland, joueur de baseball américain.
- 1968 :
  - Antonio Benarrivo, footballeur italien. vainqueur de la Coupe d'Europe des vainqueurs de coupe 1993 puis des Coupe UEFA 1995 et 1999. (23 sélections en équipe nationale).
  - Franck Zingaro, footballeur français.
- 1969 :
  - Josée Chouinard, patineuse artistique dames canadienne.
- 1970 :
  - Erik Dekker, cycliste sur route néerlandais. Médaillé d'argent de la course en ligne aux Jeux de Barcelone 1992. Vainqueur des Tours de Suède 1994 et 1995, des Tours des Pays-Bas 1997, 2000 et 2004 puis de l'Amstel Gold Race 2001.
  - Olimpiada Ivanova, athlète de marche russe. Médaillée d'argent sur 20 km marche aux Jeux d'Athènes 2004. Championne du monde d'athlétisme du 20 km marche 2001 et 2005. Championne d'Europe d'athlétisme du 20 km marche 2002.
  - Adonis Jordan, basketteur américain.
- 1972 :
  - Erik Schlopy, skieur américain.
- 1973 :
  - Robert Malm, footballeur franco-togolais. (5 sélections avec l'équipe du Togo).
  - Nicolay Valuev, boxeur russe. Champion du monde poids lourds de boxe 2005- à 2007 et de 2008 à 2009.
- 1974 :
  - Scott Robertson, joueur de rugby à XV puis entraîneur néo-zélandais. (23 sélections en équipe nationale).
- 1976 :
  - Liezel Huber, joueuse de tennis sud-africaine puis américaine.
- 1980 :
  - Mickaël Citony, footballeur français.
- 1981 :
  - Nerijus Atajevas, handballeur lituanien.
- 1982 :
  - Kim Andersson, handballeur suédois. Médaillé d'argent aux Jeux de Londres 2012. Vainqueur des Ligue des champions 2007, 2010 et 2012. (219 sélections en équipe nationale).
  - Jason Eaton, joueur de rugby à XV néo-zélandais. (15 sélections en équipe nationale).
  - Marc Pujol, footballeur andorran. (80 sélections en équipe nationale).
- 1983 :
  - Vincent Mouillard, basketteur français.
- 1984 :
  - Eduard Nikolaev, pilote de rallye-raid camion russe. Vainqueur des Rallye Dakar 2010, 2013 et 2017.
- 1985 :
  - Nicolás Almagro, joueur de tennis espagnol. Vainqueur de la Coupe Davis 2008.
  - Boladé Apithy, sabreur français. Médaillé de bronze par équipes aux Jeux de Paris 2024. Champion d'Europe d'escrime par équipes 2023.
  - Roelof Dednam, joueur de badminton sud-africain. Champion d'Afrique de badminton à 3 reprises
- 1986 :
  - Usain Bolt, athlète de sprint jamaïcain. Champion olympique du 100 m et du 200 m aux Jeux de Pékin 2008 puis champion olympique du 100 m, du 200 m et du relais 4 × 100 m aux Jeux de Londres 2012 et aux Jeux de Rio 2016. Champion du monde d'athlétisme du 100 m, 200 m et du relais 4 × 100 m 2009, 2013 et 2015 puis champion du monde d'athlétisme du 200 m et du relais 4 × 100 m 2011. Détenteur du Record du monde du 100 mètres depuis le 31 mai 2008, du Record du monde du 200 mètres depuis le 20 août 2008 et du Record du monde du relais 4 × 100 mètres depuis le 22 août 2008.
- 1987 :
  - Jodie Meeks, basketteur américain.
- 1988 :
  - Robert Lewandowski, footballeur polonais. Vainqueur de la Ligue des champions 2020. (151 sélections en équipe nationale).
- 1989 :
  - Ekaterina Khuraskina, pentathlonienne russe. Championne du monde de pentathlon moderne du relais 2010. Championne d'Europe de pentathlon moderne par équipes 2012 et du relais 2019.
  - Jaco Kriel, joueur de rugby à XV sud-africain. (11 sélections en équipe nationale).
  - Stijn Steels, cycliste sur route et sur piste belge.
  - Aleix Vidal, footballeur espagnol. Vainqueur de la Ligue Europa 2015. (1 sélection en équipe nationale).
  - Charlie Westbrook, basketteur américain.
- 1990 :
  - Natsumi Hoshi, nageuse japonaise. Médaillée de bronze du 200 m papillon aux Jeux de Londres 2012 puis aux Jeux de Rio 2016. Championne du monde de natation du 200 m papillon 2015.
  - Andreas Mies, joueur de tennis allemand.
- 1992 :
  - Bryce Dejean-Jones, basketteur américain. († 28 mai 2016).
  - Felipe Nasr, pilote de F1 brésilien.
  - Alan Oliveira, athlète de sprint handisport brésilien. Médaillé d'argent du relais 4 × 100 m T42-T46 aux Jeux de Pékin 2008 puis champion olympique du 200 m T44 aux Jeux de Londres 2012. Champion du monde d'athlétisme handisport du 100 m T43, du 200 m T43 et du 400 m T44 2013.
- 1993 :
  - Millie Bright, footballeuse anglaise. Championne d'Europe féminin de football 2022. (79 sélection en équipe nationale).
- 1995 :
  - Kwan Cheatham, basketteur américain.
- 1996 :
  - Sofyan Amrabat, footballeur néerlando-marocain. (57 sélections avec l'équipe du Maroc).
  - Karolína Muchová, joueuse de tennis tchèque.
- 1998 :
  - Alan Franco, footballeur équatorien. (40 sélection en équipe nationale).
- 2000 :
  - Yahia Fofana, footballeur franco-ivoirien. Champion d'Afrique des nations 2023. (17 sélections avec l'équipe de Côte d'Ivoire).

### XXIesiècle
- 2001 :
  - Samuele Ricci, footballeur italien. (2 sélections en équipe nationale).
- 2002 :
  - Ebenezer Annan, footballeur ghanéen. (2 sélections en équipe nationale).
  - Daniel Fila, footballeur tchèque.
- 2003 :
  - Youssef Amyn, footballeur germano-irakien. (10 sélections avec l'équipe d'Irak).
  - Facundo Bernal, footballeur uruguayen.(1 sélection en équipe nationale).
- 2004 :
  - Hendry Blank, footballeur allemand.

## Décès

### XXesièclede1901à1950
- 1916 :
  - Julien Verbrugghe, 26 ans, footballeur français. (4 sélections en équipe de France). (° 26 décembre 1889).
- 1919 :
  - Lawrence Doherty, 43 ans, joueur de tennis britannique. Champion olympique du simple et du double ainsi que médaillé de bronze du double mixte lors des Jeux de Paris en 1900. Vainqueur du tournoi de Wimbledon en simple en 1902, 1903, 1904, 1905 et 1906 et en double en 1897, 1898, 1899, 1900, 1901, 1903, 1904 et 1905. Vainqueur de l'US Open en simple en 1903 et en double en 1902 et en 1903. (° 8 octobre 1875).
- 1927 :
  - Henri Holgard, 42 ans, footballeur français. (1 sélection en équipe de France). (° 17 décembre 1884).
- 1935 :
  - John Hartley, 86 ans, joueur de tennis britannique. Vainqueur des tournois de Wimbledon 1879 et 1880. (° 9 janvier 1849).
- 1944 :
  - Émilien Devic, 55 ans, footballeur français. (9 sélections en équipe de France). (° 16 novembre 1888).
- 1947 :
  - Ettore Bugatti, 65 ans, ingénieur et constructeur automobile italo-français. (° 15 septembre 1881).

### XXesièclede1951à2000
- 1956 :
  - Marcel Cadolle, 70 ans, cycliste sur route français. (° 21 décembre 1885).
- 1957 :
  - Nelson Stewart, 54 ans, hockeyeur sur glace canadien. (° 29 décembre 1902).
- 1965 :
  - Odile Defraye, 77 ans, cycliste sur route belge. Vainqueur du Tour de France 1912, du Tour de Belgique 1912 et de Milan-San Remo 1913. (° 14 juillet 1888).
- 1974 :
  - Fernando Bello, 63 ans, footballeur argentin. Vainqueur de la Copa América 1937 et 1945. (12 sélections en équipe nationale). (° 29 novembre 1910).
- 1978 :
  - Paul Barrère, 72 ans, joueur de rugby à XV français. (2 sélections avec l'équipe de France). (° 9 octobre 1905).
- 1979 :
  - Giuseppe Meazza, 68 ans, footballeur italien. Champion du monde de football 1934 et 1938. (53 sélections en équipe nationale). (° 23 août 1910).
  - Marcel Orfidan, 82 ans, athlète français. (° 8 avril 1897).
- 1980 :
  - Jennifer Nicks, 48 ans, patineuse artistique britannique. Championne du monde et d'Europe du patinage en couple en 1953. (° 13 avril 1932).
- 1986 :
  - Bata, 77 ans, footballeur espagnol. (1 sélection en équipe nationale). (° 11 mai 1908).
- 1990 :
  - Jacques Champion, 55 ans, coureur cycliste français. (° 4 septembre 1933).
- 1992 :
  - Isidro Lángara, 80 ans, footballeur puis entraîneur espagnol. (12 sélections en équipe nationale). (° 25 mai 1912).
- 1993 :
  - Antoine Frankowski, 67 ans, coureur cycliste franco-polonais. (° 9 mars 1926).
- 1995 :
  - Sven Höglund, 84 ans, coureur cycliste suédois. Médaillé de bronze de la course sur route par équipes lors des Jeux olympiques d'été de 1932. (° 23 octobre 1910).
- 1996 :
  - John Adams, 76 ans, joueur de hockey sur glace canadien. (° 5 mai 1920).
- 1999 :
  - Ievgueni Ieliseïev, footballeur puis entraîneur soviétique. (° 7 janvier 1909).

### XXIesiècle
- 2002 :
  - Oscar Plattner, cycliste sur route suisse. (° 17 février 1922).
- 2008 :
  - Jean-Claude Soula, 69 ans, joueur de rugby à XV français. Champion de France en 1965 et 1966 avec le SU Agen. (° 22 février 1939).
- 2011 :
  - John J. Kelley, 80 ans, athlète américain. Vainqueur du Marathon de Boston en 1957 et médaillé d'or de la même discipline aux Jeux panaméricains de 1959. (° 24 décembre 1930).
  - Irène Pittelioen, 84 ans, gymnaste artistique française. Médaillée d'argent du concours général par équipes lors des Championnats du monde de 1950. (° 13 mai 1927).
- 2012 :
  - Don Raleigh, 86 ans, hockeyeur sur glace canadien. (° 27 juin 1926).
- 2013 :
  - Wellington Burtnett, 82 ans, joueur de hockey sur glace américain. Médaillé d'argent lors des Jeux olympiques de 1956. (° 26 août 1930).
  - Fred Martin, 84 ans, footballeur écossais. (6 sélections en équipe nationale). (° 13 mai 1929).
- 2014 :
  - Allan Pietarinen, 85 ans, joueur de basket-ball finlandais. (18 sélections en équipe nationale). (° 4 mai 1929.
- 2015 :
  - Édith Couhé, 71 ans, athlète française. (° 26 avril 1944).
- 2017 :
  - Carina Lilge-Leutner, 57 ans, athlète autrichienne. (° 10 juin 1960).
  - Christian Paul, 67 ans, joueur de rugby à XV français. (° 2 juillet 1950).
- 2018 :
  - John van Reenen, 71 ans, athlète sud-africain spécialiste du lancer du disque. Détenteur du record du monde du 14 mars au 3 mai 1975 avec un lancer à 68,48 mètres. (° 26 mars 1947 en sport).
- 2019 :
  - Norma Croker, 84 ans, athlète australienne. Championne olympique du relais 4 × 100 mètres aux Jeux de Melbourne en 1956. (° 11 septembre 1934).
- 2020 :
  - Hammadi Agrebi, 69 ans, footballeur tunisien. (35 sélections en équipe nationale). (° 20 mars 1951).
  - Aldo Aureggi, 88 ans, fleurettiste italien. Médaillé d'argent par équipes aux Jeux de Rome 1960. (° 6 octobre 1931).
  - Tomasz Tomiak, 52 ans, rameur polonais. Médaillé de bronze du quatre barré aux Jeux de Barcelone 1992. (° 17 septembre 1967).
- 2022 :
  - David Armstrong, 67 ans, footballeur anglais. (3 sélections en équipe nationale). (° 26 décembre 1954).
  - Michel Arrieumerlou, 75 ans, joueur de rugby à XV français. (° 19 juillet 1947).
- 2023 :
  - Sergueï Babkov, 56 ans, joueur puis entraîneur de basket-ball russe. Vice-champion du monde en 1994 et en 1998. Vice-champion d'Europe en 1993 et médaillé de bronze en 1997. Sélectionneur de l'équipe de Russie entre 2004 et 2006. (° 5 juin 1967).